# 가스미촌 (도쿄도 미나미타마군)
가스미촌(加住村)은 도쿄도 미나미타마군에 설치되었던 촌이다.